# Job Pim
Francisco Pimentel Agostini, conocido bajo el pseudónimo de Job Pim (Caracas, Distrito Federal, Venezuela, 1 de septiembre de 1889 - Ibidem, 12 de agosto de 1942), fue un escritor y humorista venezolano.

## Trayectoria
En 1917, junto a Leoncio Martinez, José Antonio Calcaño y José Rafael Pocaterra, fundó el diario humorístico Pitorreos. 
Hijo de Francisco Pimentel Anderson y Margarita Agostini Caspers de origen corso, se desarrolló en una familia con afición a la literatura. Realizó su educación primaria en el colegio de Teresa Pérez Bonalde y cursó bachillerato en el colegio Santa María. Entre 1909 y 1912, estudió derecho, carrera que no llegó a culminar ya que durante este lapso comprobó su vocación literaria. Aunque fue un destacado poeta lírico, se le conoce fundamentalmente por su obra humorística, bajo el pseudónimo de «Job Pim».
Su carrera periodística comenzó en El Nuevo Diario, en 1913, con una sección titulada Pitorreos. Luego pasó a ser colaborador en los diarios El Universal y El Heraldo, además de escribir en las revistas El Cojo Ilustrado y Élite. En 1923 participó junto a Leoncio Martínez en el semanario Fantoches, que poco tiempo después se convirtió en diario. Desde allí, se presentó como un vehemente opositor a la dictadura de Juan Vicente Gómez y dio inicio a un período de nueve años por distintas cárceles del país. 
Al morir Gómez, fue designado cónsul de Venezuela en Valencia, España, cargo que desempeñó hasta el comienzo de la guerra civil española, cuando el ministro Esteban Gil Borges le ordenó retornar. Después de la guerra volvió a España, pero su estado de salud le obligó a regresar a Caracas en 1940, donde reanudó su actividad periodística hasta su muerte el 12 de agosto de 1942.
En 1950 fue homenajeado por el Ministerio de Educación de Venezuela al renombrar una de las escuelas de la caraqueña parroquia Santa Teresa en su honor. Sus Obras Completas fueron editadas por su hermana Cecilia Pimentel en 1958 y publicadas el año siguiente por la Editorial América Nueva en México.

## Familia
Su hermana Cecilia Pimentel Agostini nació en Caracas el 10 de julio de 1892. Estudió en el Colegio San José de Tarbes, en Caracas. Fue docente de francés e inglés. Ejerció los siguientes cargos: Jefa de Servicio de la Dirección de Asistencia Social del Ministerio de Sanidad y Asistencia Social (1936); fundó la Junta de Aislados del Leprocomio de Cabo Blanco y fue su presidenta (1936-45 y 1951-83) y La Liga Venezolana de Defensa y Solidaridad Americana, la Agrupación Cultural Interamericana del Hogar Americano, la Liga contra la Mendicidad y la Asociación Venezolana de Mujeres. En 1957 recibió el reconocimiento como Mujer de las Américas por la Unión de Mujeres Americanas, con sede en Nueva York, EE. UU.. Algunos de sus escritos más célebres son: Bajo la tiranía, 1919-1935 (1970) y Reminiscencias Familiares (1975). Falleció en Caracas el 18 de diciembre de 1983.

## Obra
Verso
- Desde mi Periscopio
- Pitorreos, 1917
- Sal de Pim, 1943
- Graves y Agudos, 1940
- Cuándo los cojo lloran, 1942
- Acuéstate conmigo y serás madre, 1951

Prosa
- Enciclopedia Espesa, 1931
- El Balance de Eva, 1922